# Iacopo I
Iacopo I o Jacopo (in latino Jacobus I; ... – 818) è stato un vescovo longobardo, vescovo di Lucca dall'801 all'818.

## Biografia
Appartenne ad una ricca e potente famiglia longobarda che ebbe continui rapporti con l'episcopato lucchese. Era figlio di Teuperto di Placule (luogo o sobborgo a sud-ovest della città di Lucca), a sua volta figlio di Auti e fratello di Perforeo e Aripert.

### Carriera ecclesiastica
Fu fratello del vescovo Giovanni I (791-801), cui succedette alla guida dell'episcopato lucchese dopo la morte nei primi mesi dell'anno 801, mentre si trovava a Roma per l'incoronazione di Carlo Magno.
Diacono attestato nel 785; fu nel 786 lociservator e quindi giudice in una causa davanti al vescovo suo fratello. Nel 790 era ancora diacono della chiesa matrice di San Martino, quando restaurò l'ospedale e la chiesa di San Vitale, che era stata distrutta e saccheggiata dai saraceni. Nel 799 diventa arcidiacono di San Martino, come attestato su tre documenti dell'anno 800. Eresse il monastero e la chiesa dei santi Filippo e Giacomo, che secondo Domenico Barsocchini corrisponderebbe all'odierna chiesa di San Ponziano.
Divenuto vescovo di Lucca nel luglio 801, promosse l'edificazione di Santa Maria al Presepe, cedendo la terra sulla quale fu edificata a Natale, maestro casario transpdano, divenuto in città uno dei maggiori proprietari di origini longobarde. 
Durante il suo episcopato, la Chiesa lucchese crebbe notevolmente di chiese e monasteri, similmente a quanto avvenuto durante l'episcopato del fratello.